# Matthäus I. (Beaumont)
Matthäus I. (französisch: Mathieu; † 1. Januar 1155) war ein Graf von Beaumont-sur-Oise aus dem Haus Beaumont-sur-Oise. Er war ein Sohn des Grafen Ivo III. von Beaumont-sur-Oise und dessen zweiter Frau Adelais. Matthäus I. errichtete vermutlich die Burg in Beaumont-sur-Oise.
Im Bund mit seinem Schwager Burkhard III. von Montmorency befehdete Matthäus um die Jahrhundertwende 1100 die Abtei Saint-Denis, was eine militärische Intervention des französischen Kronprinzen Ludwig (VI.) des Dicken provozierte. Auch gegen seinen eigenen Schwiegervater, Graf Hugo von Clermont, führte er Krieg um den Besitz des Lehens Luzarches. Die Hälfte dieses Gebiets hatte er bereits als Mitgift seiner Frau erhalten, allerdings beanspruchte er auch die andere Hälfte. Nachdem Matthäus die Burg von Luzarches erobert hatte, rief Graf Hugo den Kronprinzen gegen ihn um Hilfe an, der mit einem Heer heranzog und Matthäus wieder aus Luzarches vertrieb. Anschließend wurde er vom Prinzen in der Burg von Chambly belagert, konnte diesen aber zurückschlagen und dabei auch verwunden. Weil diese Eskalation nicht in Matthäus’ Sinne war, beschlossen die Parteien darauf eine friedliche Konfliktlösung, bei der sich Matthäus mit seinem Schwiegervater versöhnte.
1119 kämpfte er für den französischen König in der Schlacht von Brémule gegen die Anglonormannen.
Matthäus I. war verheiratet mit Beatrix, einer Tochter des Grafen Hugo von Clermont-en-Beauvaisis und der Margarete von Roucy. Sie hatten mehrere Kinder, darunter Graf Matthäus II. († 1174).